# 扎里奇亞 (科韋利區)
51°22′41″N 24°48′4″E / 51.37806°N 24.80111°E
扎里奇亞（烏克蘭語：Заріччя），是烏克蘭的村落，位於該國西部沃倫州，由科韋利區負責管轄，始建於1577年，面積172.6平方公里，海拔高度162米，人口350，人口密度每平方公里2.08人。